# قلعه رایگرسبورگ
قلعه رایگرسبورگ یک قلعه قرون وسطایی بر روی آتشفشانی خاموش در بالای شهر رایگرسبورگ، اشتایرمارک، اتریش است. این قلعه در ارتفاع ۴۸۲ متری قرار دارد. ۲۵ اتاق از ۱۰۹ اتاق قلعه به عنوان موزه استفاده می‌شود.

## تاریخچه
مردم چندین هزار سال در منطقه اطراف رایگرسبورگ زندگی می‌کنند. روستایی بزرگ در قرن نهم پیش از میلاد با ۳۰۰ نفر جمعیت که بعدها تا سال ۴۷۶ میلاد بخشی از امپراتوری روم بود. در قرن‌های سوم و نهم میلادی منطقه با مهاجرت باواریایی‌ها و هجوم مردم مجار از شرق مواجه گشت. این یک آغاز طولانی از درگیری‌ها در این منطقه به حساب می‌آمد. تاریخ قلعه از سال ۱۱۲۲ میلادی شروع شد. نخستین شوالیه سرشناس که در این قلعه زندگی کرده رودیگ فون هوهنبرگ بود. در طول قرن‌ها قلعه مالکان متعددی داشته که فقط برخی از آن‌ها نقش مهمی ایفا کرده‌اند. در قرن ۱۷ میلادی فاصله قلعه با مرز امپراتوری عثمانی گاه به ۲۰ تا ۲۵ کیلومتر می‌رسید که موجب درگیری بین ترک‌ها و مجارها می‌شد. قلعه مکان ایمنی برای مردم بود که تعدادشان گاهی به هزار نفر می‌رسید. در سال ۱۸۲۲ میلادی قلعه به یوهان جوزف فون لیختن‌اشتاین فروخته شد و تا هم‌اکنون در اختیار خاندان فون لیختن‌اشتاین قرار دارد. قلعه در ۸ مه ۱۹۴۵ توسط نیروهای اتحاد جماهیر شوروی سوسیالیستی فتح شد. از سال ۲۰۰۹ امانوئل لیختن‌اشتاین با خانواده‌اش برای حفظ قلعه تلاش می‌کنند.

## نگارخانه

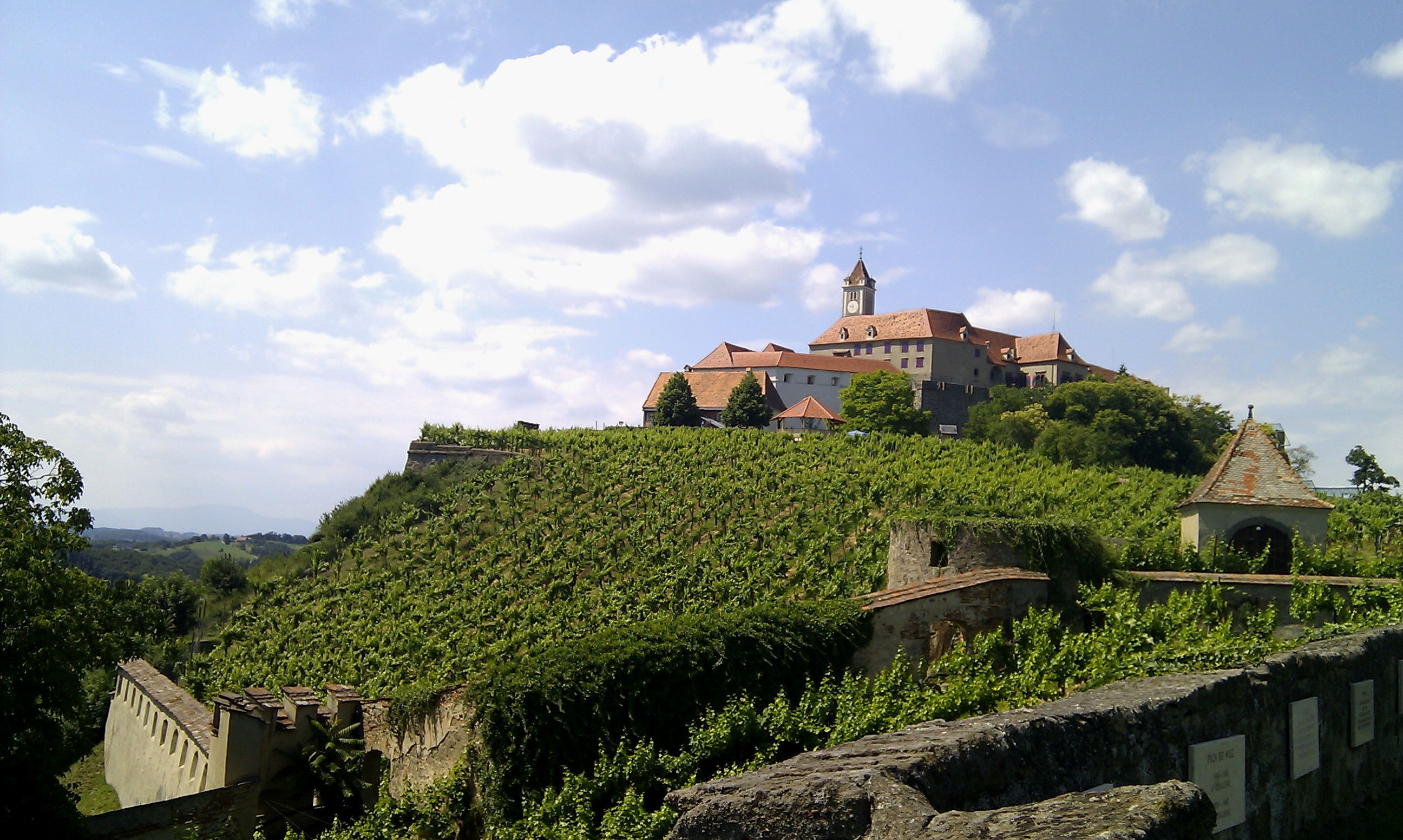
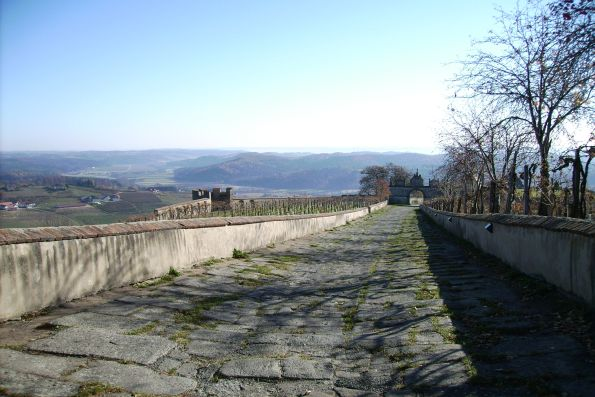
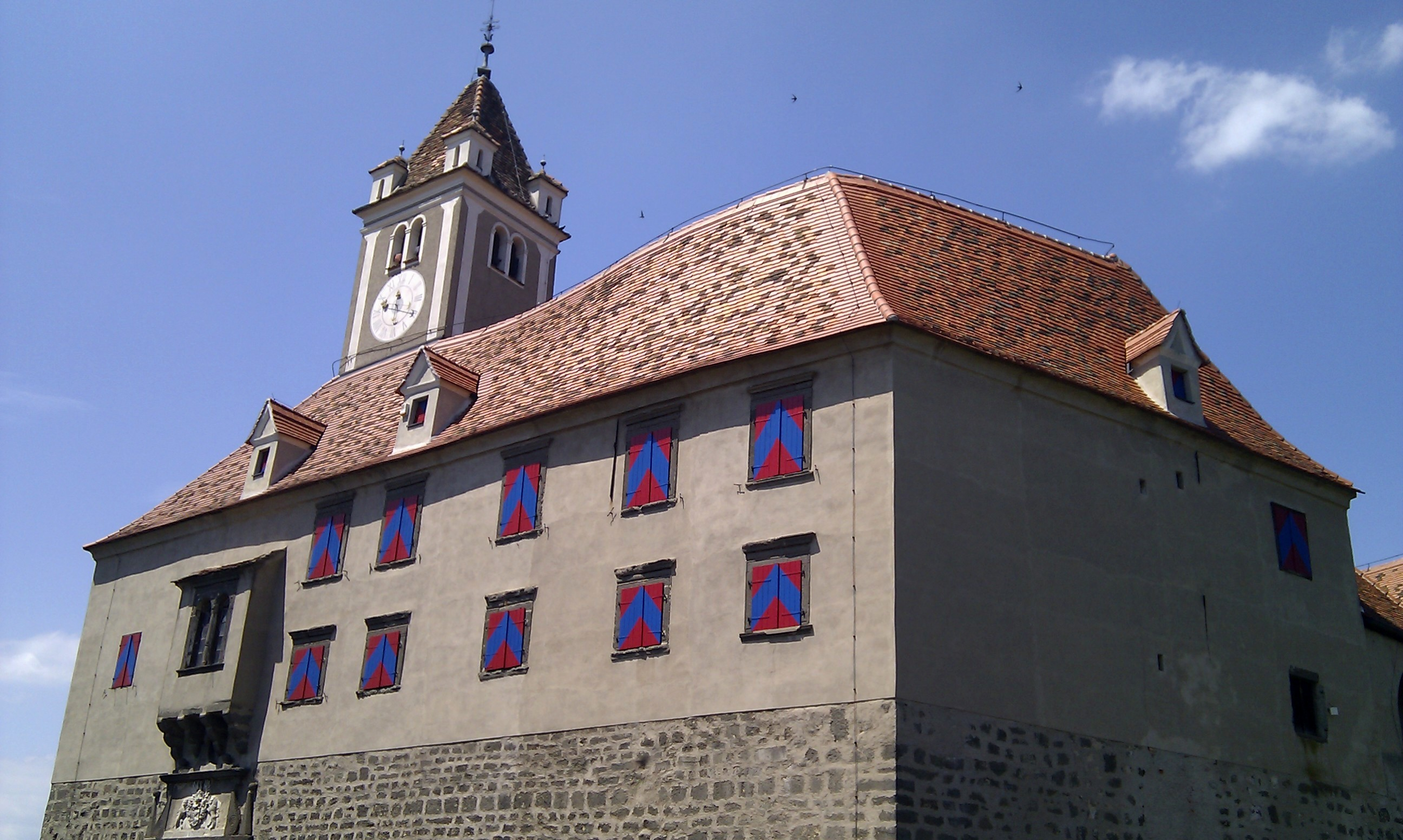
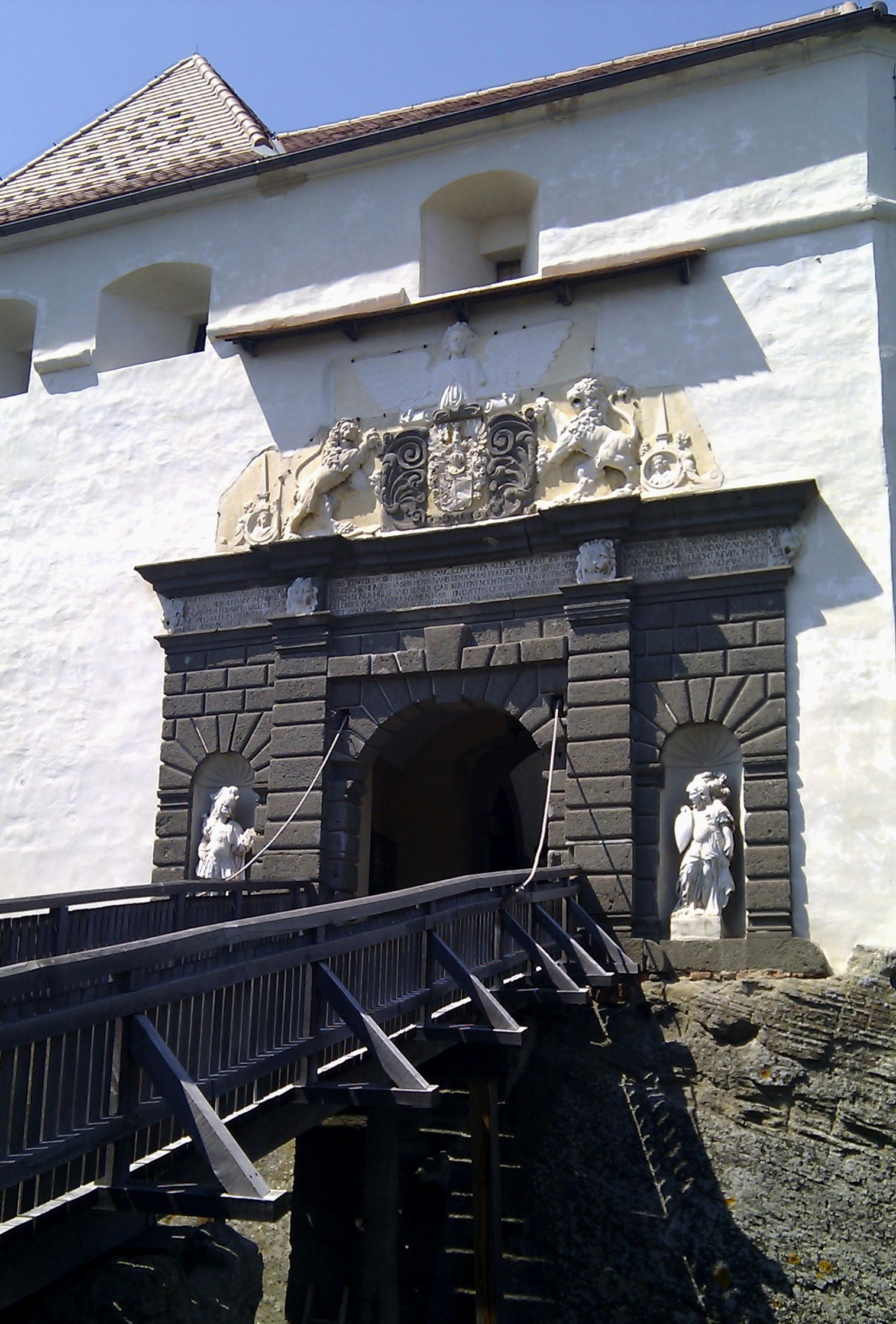

## یوند به بیرون
- صفحه رسمی در فیسبوک
- صفحه رسمی در اینستاگرام
- صفحه رسمی در تریپ ادوایزر